# Allgemeine Baugenossenschaft Luzern
Die Allgemeine Baugenossenschaft Luzern (ABL) ist eine gemeinnützige Luzerner Baugenossenschaft. Mit rund 13’700 Mitgliedern ist sie die grösste Wohnbaugenossenschaft der Zentralschweiz und insgesamt die fünftgrösste der Schweiz. Sie ist Eigentümerin von 229 Liegenschaften und mehr als 2000 Wohnungen in Luzern und der Agglomeration und beschäftigt rund 50 Mitarbeitende. Die mit 494 Millionen Schweizer Franken bilanzierten Immobilien haben einen Versicherungswert von 584 Millionen Franken.

## Geschichte

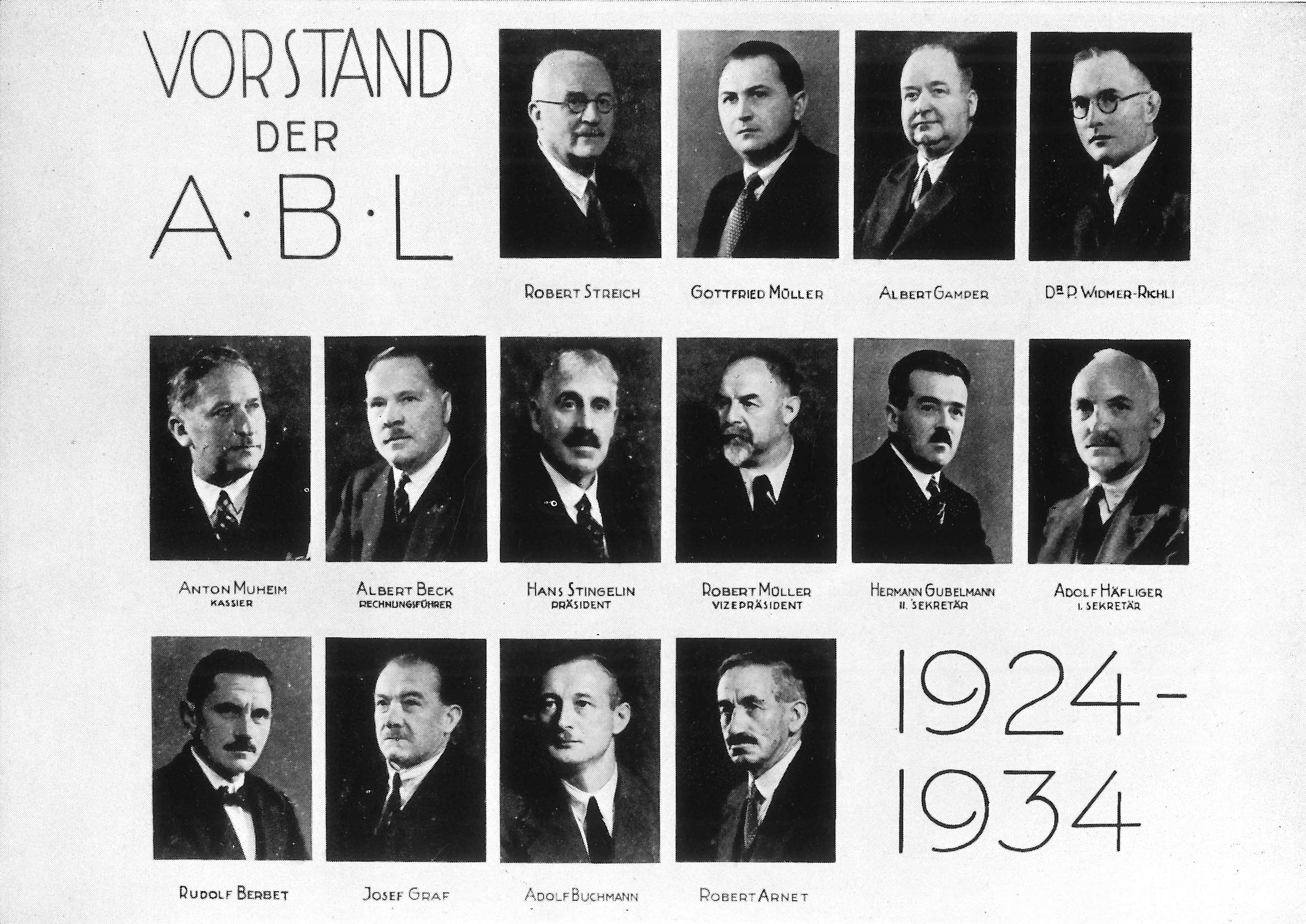
Vorstand der Allgemeinen Baugenossenschaft Luzern 1924–1934 (Foto von 1934)

Die Allgemeine Baugenossenschaft Luzern wurde 1924 in einer Zeit der akuten Wohnungsnot als genossenschaftliche Selbsthilfeorganisation gegründet und hat die Stadt Luzern seither stark geprägt. Initiator und erster Präsident war Hans Stingelin, ein Eisenbahner der Schweizerischen Bundesbahnen, der als Sous-Chef auf dem Bahnhof Luzern arbeitete. Zum Gründungszeitpunkt hatte die Genossenschaft 178 Mitglieder. 1927 war die Zahl der Genossenschafter auf etwa 800 gestiegen. Zur Finanzierung der Bauvorhaben wurde in diesem Jahr die Darlehenskasse (heute Depositenkasse) der ABL gegründet.

### Erstes Bauprojekt: Geschichte der Himmelrichsiedlung
Nach Plänen des Luzerner Architekten Otto Schärli entstand von 1925 bis 1926 auf angekauftem Agrarland, der sogenannten Himmelrichmatte, im Bereich Neuweg und Bleicherstrasse die heutige Siedlung „Himmelrich 1“. Ursprünglich bestand die Siedlung aus elf sechstöckigen Mehrfamilienhäusern inklusive Mansardengeschoss mit insgesamt 130 Wohnungen. Im September 1925 konnten hier die ersten ABL-Wohnungen bezogen werden.
In den folgenden Jahren wurden weitere Teile der Himmelrichmatte bebaut. Von 1927 bis 1929 entstand auf dem heute an der Bleicher-, Bundes- und Himmelrichstrasse gelegenen Teil des Grundstücks die Siedlung „Himmelrich 2“. Von 1931 bis 1933 wurde an der Tödi- und Claridenstrasse sowie am Heimatweg die Siedlung „Himmelrich 3“ errichtet, deren Wohnungen und Geschäftslokale durch ein ölbefeuertes zentrales Kesselhaus ferngeheizt und mit Warmwasser versorgt wurden.
Sanierungsarbeiten an den Siedlungen „Himmelrich 2“ und „Himmelrich 1“ wurden 2006 bis 2008 bzw. 2009 bis 2012 durchgeführt.
Der 1994/95 erfolgte Einbau einer Tiefgarage brachte die Häuser der Siedlung „Himmelrich 3“ in eine Schräglage; Abriss und Neubau der Siedlung wurden 2009 projektiert. Die Stadtbaukommission der Stadt Luzern genehmigte Ende 2011 die verdichtete Neubebauung des Areals; Sieger des daraufhin ausgeschriebenen Projektwettbewerbes wurde der Entwurf „Larix“ des Züricher Architektenbüros Enzmann und Fischer. 2014 stimmten die Genossenschaftsmitglieder der ABL dem Rahmenkredit zur Finanzierung des Neubauprojekts zu. Die erste Bauetappe begann im September 2015. Unmittelbar vor dem Abriss der alten Zeilenbauten stellte die ABL 50 leere Wohnungen für das Kulturprojekt „Zwischenrich – Abbruchtage“ zur Verfügung. Die ersten Wohnungen der neuen Siedlung wurden im Juni 2019 bezogen; im Oktober 2019 begann mit dem Rückbau der verbleibenden Häuserzeile an der Claridenstrasse die zweite Bauetappe. Nach acht Baujahren wurde die fertiggestellte Siedlung „Himmelrich 3“ im Oktober 2023 eingeweiht.

### Geschichte der weiteren ABL-Bautätigkeit in Luzern
In den 1920er bis 1950er Jahren entstanden weitere Siedlungskolonien im Breitenlachen, an der Bernstrasse und Kanonenstrasse (die heutige Siedlung „Untergrund 1“), an der Stollberghalde („Untergrund 2“), im Weinbergli, an der Spannortstrasse und im Obermaihof. Somit dehnte sich der genossenschaftliche Wohnungsbau erstmals auch auf die Hanglagen der Stadt aus, wo bislang private Einfamilienhäuser und landwirtschaftliche Flächen dominierten. Die 1930er Jahre bildeten einen Höhepunkt der Bautätigkeit der ABL: Von 1930 bis 1939 stellte die Genossenschaft 651 Neubauwohnungen fertig.
Mit der Siedlung Studhalden baute die ABL erstmals ausserhalb der Innenstadt. Zwischen 1957 und 1981 entstanden dort 328 Wohnungen, weitere 20 wurden 1983 dazugekauft. Mit abgeschlossener Bebauung der bereits 1946 erworbenen zirka 50'000 Quadratmeter grossen Studhaldener Liegenschaft hatte die ABL 1981 ihre Baulandreserven in Luzern zunächst ausgeschöpft. Angesichts der Baulandknappheit in Luzern und der stark gestiegenen Grundstückspreise konzentrierte sich in den nächsten Jahren die Neubautätigkeit der Genossenschaft auf Verdichtung vorhandener Siedlungen sowie auf Neubauprojekte ausserhalb der Stadtgrenzen.
Fassaden-Renovationen in den ABL-Siedlungen wurden in den 1950er bis 1980er Jahren durchgeführt. Ab den 1970er Jahren waren sämtliche ABL-Wohnungen zentral beheizt, und in den älteren Siedlungen waren sämtliche Bäder und zahlreiche Küchen modernisiert worden.
In den 1990er Jahren stiessen neue Sanierungspläne in der Siedlung „Breitenlachen“ (Einbau neuer Küchen und Bäder, Wärmedämmung, Erweiterung der Balkone) auf den Widerstand der Bewohnerschaft. Die geplante Sanierung wurde im April 1997 von der Generalversammlung der Genossenschaft mehrheitlich abgelehnt. Grund war der projektierte Einbau von Dachwohnungen sowie die vorgesehenen Mietzinserhöhungen. Diese Zäsur führte zu Änderungen in der internen Organisation der ABL; in die Planung künftiger Sanierungsarbeiten wurden die Mieter der betroffenen Siedlungen grundsätzlich einbezogen. Die Sanierung der „Breitenlachen“-Siedlung wurde mit etwas verändertem Konzept 1999 begonnen und 2007 abgeschlossen.
Auf dem Gelände des ehemaligen städtischen Werkhofs in Bahnhofsnähe trat die Stadt Luzern im Jahr 2000 Land zur Entwicklung eines neuen städtischen Quartiers an verschiedene Investoren ab. Zwischen 2004 und 2006 entstand im Entwicklungsgebiet Tribschenstadt die ABL-Siedlung „Tribschenstadt“ mit 85 Wohnungen.
2016 übernahm die ABL das Baurecht für elf städtische Liegenschaften des nahe der ABL-Siedlung „Untergrund“ gelegenen sogenannten Entwicklungsareals „Obere Bernstrasse“. Die Stadt Luzern hatte das Areal seit 2007 für eine Bebauung mit bezahlbaren Wohnungen vorgesehen und im Folgenden unter 25 Wohnbaugenossenschaften eine Entwicklungspartnerschaft für dieses Vorhaben ausgeschrieben; die ABL und die Littauer Baugenossenschaft Matt waren die einzigen Interessenten. Den für das Neubauprojekt lancierten Wettbewerb gewann 2017 das Projekt „Forever Young“ des Basler Architektenbüros Luca Selva Architekten. 2018 bewilligten die Genossenschaftsmitglieder der ABL den Rahmenkredit für die Bebauung, die voraussichtlich 2020 beginnen soll.

### Bautätigkeit und Zukäufe außerhalb Luzerns
1967 erwarb die ABL erstmals eine Baulandparzelle ausserhalb der Stadtgrenzen in Kriens. Die dort errichtete Siedlung „Brunnmatt“ wurde 1970 fertiggestellt. Später folgte die Siedlung Mittlerhus, ebenfalls in Kriens (Neubau 1990 bis 1995). Am Mülibach in Hergiswil errichtete die ABL 2014/15 zwei vierstöckige Neubauten. Weitere kleinere Wohnanlagen wurden zugekauft: so in Littau (1992), Ebikon (1994) und Hergiswil (u. a. 2018).

## Siedlungen der ABL

### Siedlungen in Luzern

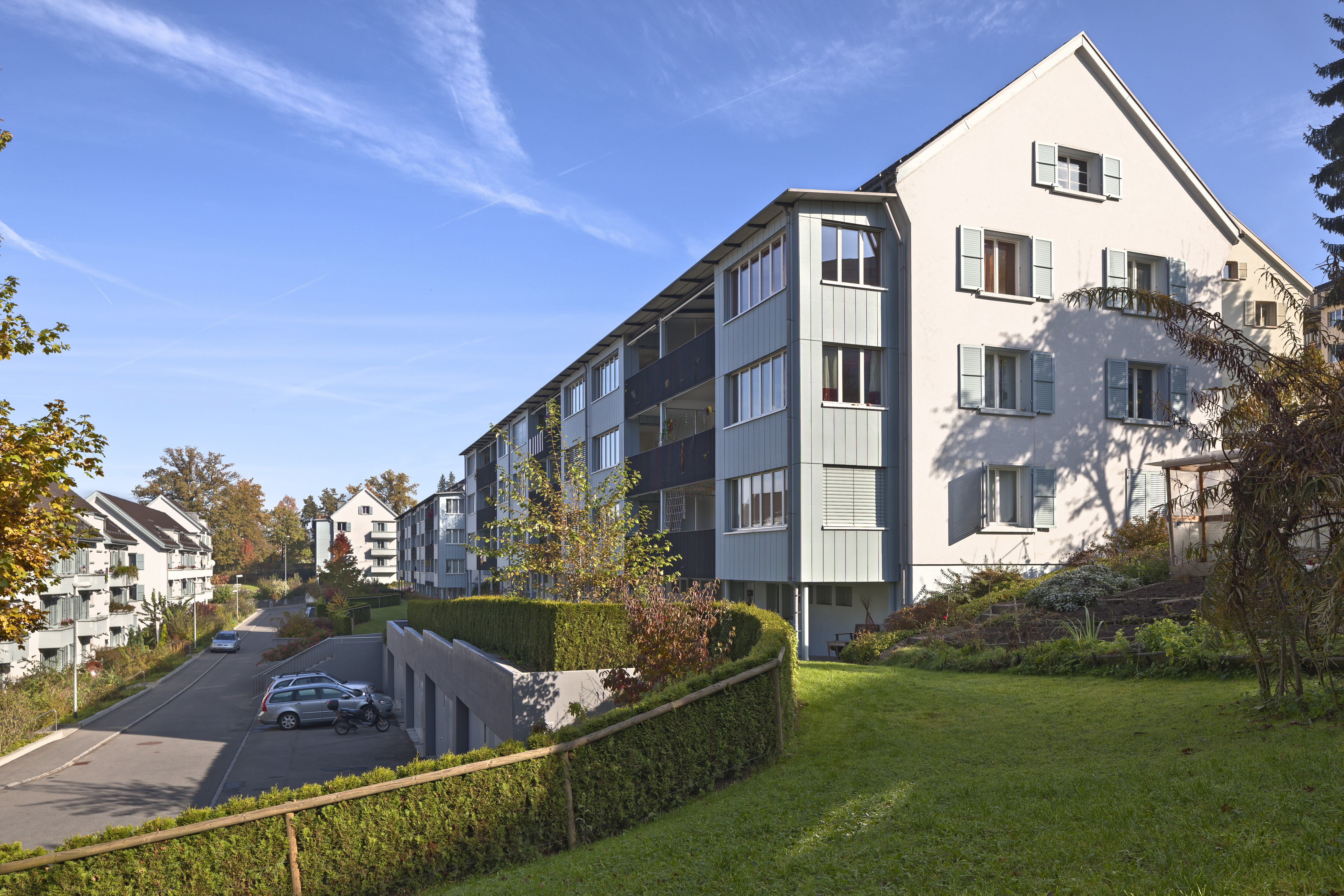
Siedlung „Breitenlachen“

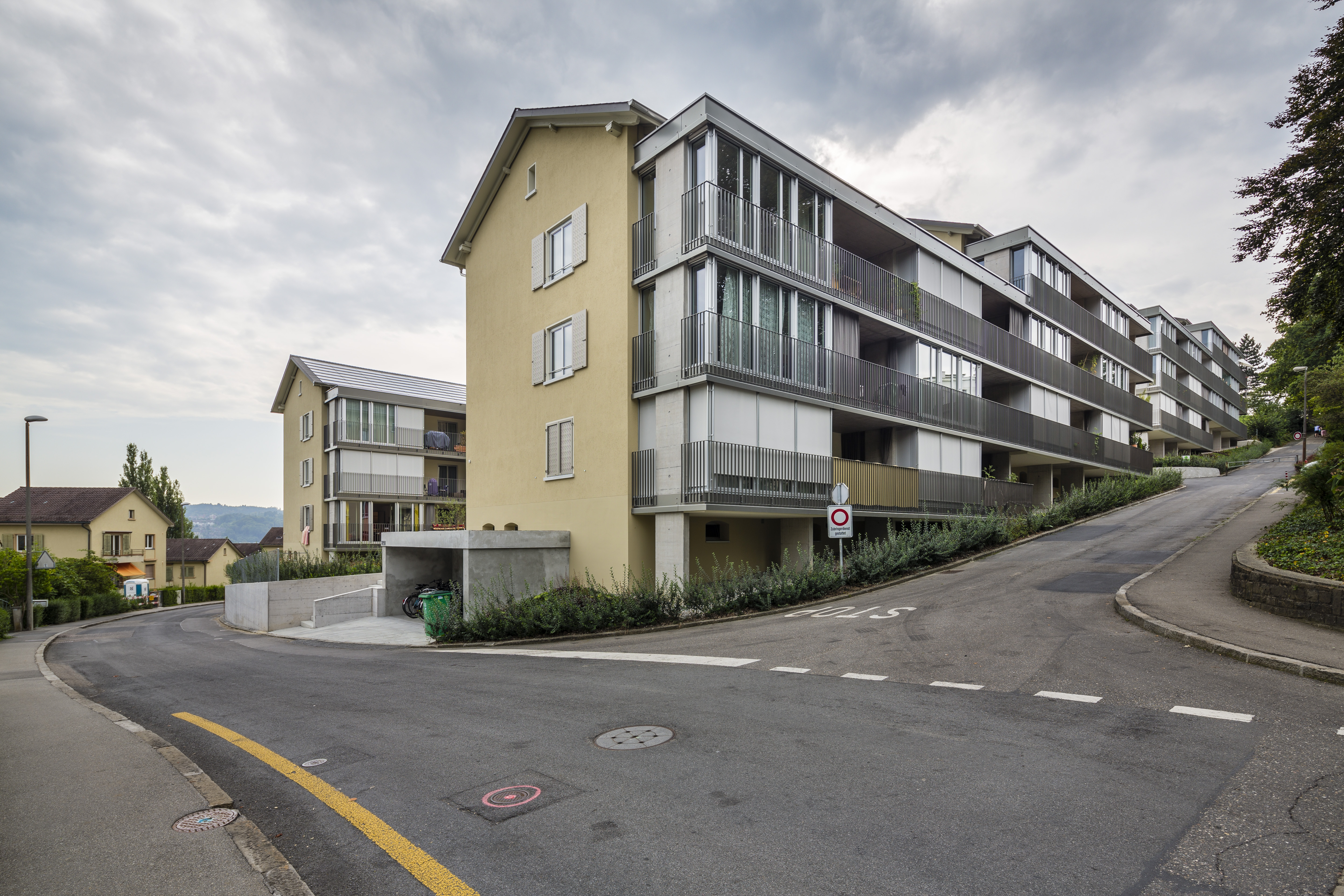
Siedlung „Weinbergli“

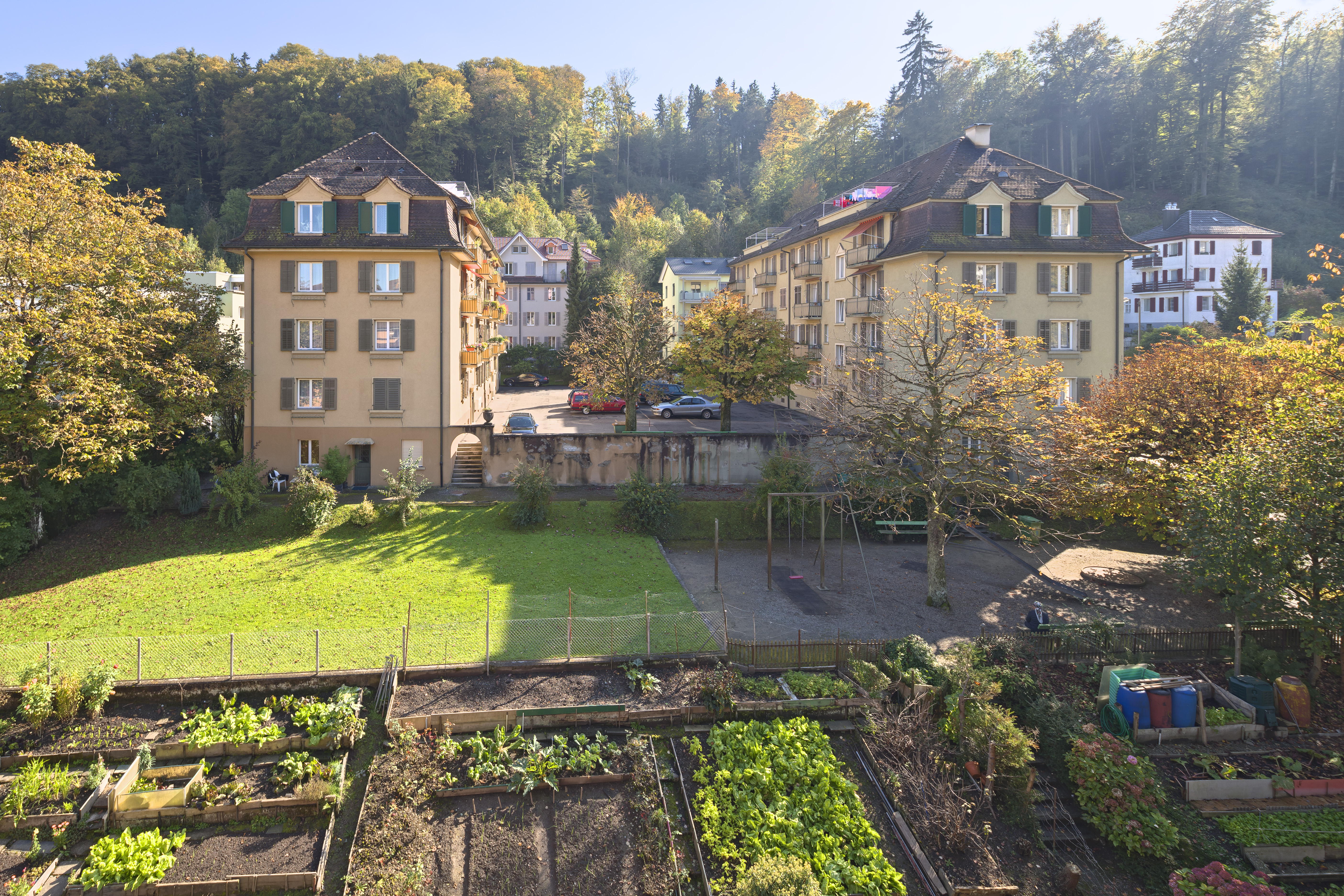
Siedlung „Untergrund“

Die größte ABL-Siedlung ist die in der Luzerner Neustadt gelegene Siedlung „Himmelrich“. Die drei Siedlungsteile bestehen aus sechsstöckigen Häuserblocks in überwiegend Blockrandbebauung und umfassen zusammen rund 500 Wohnungen. Die ab 1925 errichteten Häuser der Siedlung liegen in einer Ortsbildschutzzone und sind aus der Sicht der Stadtbaukommission als typische Beispiele genossenschaftlichen Wohnungsbaus grundsätzlich schutzwürdig. Ihr architektonischer Wert lässt nur moderate Veränderungen insbesondere der strassenseitigen Fassaden zu. Die Siedlungsteile „Himmelrich 2“ und „Himmelrich 1“ wurden (inklusive Anbau hofseitiger Balkone und Einbau von Dachgeschosswohnungen) zwischen 2009 und 2014 saniert. Anfang 2012 erteilte die Stadtbaukommission die Genehmigung für den Abriss und Neubau der Siedlung „Himmelrich 3“. Dem Entscheid lag die Einschätzung zugrunde, dass eine Sanierung angesichts des baulichen Zustands der Häuser wirtschaftlich unverhältnismäßig gewesen wäre. Die Arbeiten zum Rückbau und zur Errichtung von Ersatzneubauten begannen 2015, die Siedlung wird voraussichtlich bis 2022 fertiggestellt.
Die Siedlung „Breitenlachen“ wurde zwischen 1931 und 1953 erbaut. Sie umfasst heute – inklusive der im Zuge der 1999 bis 2007 erfolgten Sanierung eingebauten Dachgeschosswohnungen – 283 Wohnungen in dreistöckigen Zeilenbauten mit dazugehörigen Gartenanlagen.
Zur Siedlung „Weinbergli“ gehören zwischen 1935 und 1949 errichtete vierstöckige Reihenhäuser und dreistöckige Häusergruppen in lockerer Bebauung, ein 1987 angefügtes Gebäude im gleichen Stil sowie ein 2012 fertiggestellter langgestreckter vierstöckiger Neubau. Die Gebäude befinden sich in recht steiler Hanglage mit Ausblicken auf den Vierwaldstättersee. Das Dach des Neubaus trägt eine Photovoltaikanlage mit einer Fläche von 370 Quadratmetern. Die älteren Siedlungsbestandteile wurden zwischen 2007 und 2018 saniert. Heute umfasst die „Weinbergli“-Siedlung 235 Wohnungen.
Die ersten Gebäude der Siedlung „Obermaihof“ wurden 1948 errichtet, weitere wurden 1960 und 2000 hinzugefügt. Hier standen ursprünglich knapp 190 Wohnungen zur Verfügung, jedoch ist derzeit bis voraussichtlich 2024 eine umfassende Erneuerung und Verdichtung des Gebäudebestandes in mehreren Etappen im Gange. Nach Abschluss des Bauprojekts soll das Quartier 227 Wohnungen bieten.
Die Gebäude der Siedlung „Untergrund“ stammen überwiegend aus den 1930er Jahren. In den dreistöckigen Häusern bewirtschaftet die ABL aktuell 104 Wohnungen. Die zum Siedlungsteil „Untergrund 6“ gehörenden Gebäude befinden sich zurzeit in Zwischennutzung bzw. befristeter Wohnnutzung. Hier ist eine Neubausiedlung mit rund 140 Wohnungen geplant, die in Zusammenarbeit mit der Littauer Baugenossenschaft Matt ab 2020 errichtet werden soll.
Die 1947 erbaute Siedlung „Spannort“ besteht aus in Reihenbauweise errichteten sechsstöckigen Wohnhäusern. Nach der 2008 bis 2010 erfolgten Sanierung stehen hier 67 Wohnungen (inklusive fünf neuer Dachgeschosswohnungen) zur Verfügung.
Die ersten Gebäude der Siedlung „Studhalden“ wurden 1957 errichtet; bis 1981 kamen in weiteren Bauetappen zusätzliche Wohnhäuser und ein Kindergarten hinzu. Die in Hanglage befindlichen drei- bis sechsstöckigen Häuser bieten Ausblicke auf den Vierwaldstättersee und sind architektonisch unterschiedlich gestaltet; es finden sich Reihenhäuser, höhere Punkthäuser sowie der Pavillon-Flachbau des ehemaligen Kindergartens. Die meisten Gebäude der Siedlung wurden zwischen 2008 und 2015 saniert. Insgesamt stehen in der Siedlung „Studhalden“ knapp 350 Wohnungen zur Verfügung.
Die 2006 fertiggestellte Wohnsiedlung „Tribschenstadt“ liegt im Tribschen-Langensand-Quartier auf dem Gelände eines ehemaligen städtischen Werkhofs. Die ABL bebaute hier ein etwa 5000 Quadratmeter grosses Grundstück mit zwei- und viergeschossigen Wohnbauten, in denen 85 in gehobenem Standard ausgebaute Wohnungen, sechs Ateliers und zwei Wohnungen für Pflegewohngruppen zur Verfügung stehen.

### Siedlungen in der Agglomeration
In Kriens existieren zwei grössere ABL-Siedlungen. Die 1970 fertiggestellte und 2014 renovierte Siedlung „Brunnmatt“ bietet 84 Wohnungen in sechsstöckigen Gebäuden. Die zwischen 1990 und 1995 errichtete Siedlung „Mittlerhus“ umfasst 140 Wohnungen in dreistöckigen Gebäuden in aufgelockerter Bebauung. Weiter ist die ABL Mitglied der Genossenschaft "Wohnen im Alter Kriens" (GWAK). Die GWAK realisierte 2020 die Überbauung Lindenpark. Der Lindenpark vereint 32 Alterswohnungen und 21 Pflegeplätze sowie Wohnraum für Menschen mit einer psychischen Belastung.
Ein 1992 zugekauftes zehnstöckiges Punkthochhaus am Grünauring in Littau umfasst 34 Wohnungen. In Ebikon bewirtschaftet die ABL eine 1994 zugekaufte kleine Wohnanlage mit 24 Wohnungen. In Hergiswil bietet die ABL Wohnraum an den Adressen Obermattweg (12 Wohnungen), Bürgenweg (40 Wohnungen) und Renggstrasse (Am Mülibach, 22 Wohnungen).

### Kunst in den ABL-Siedlungen

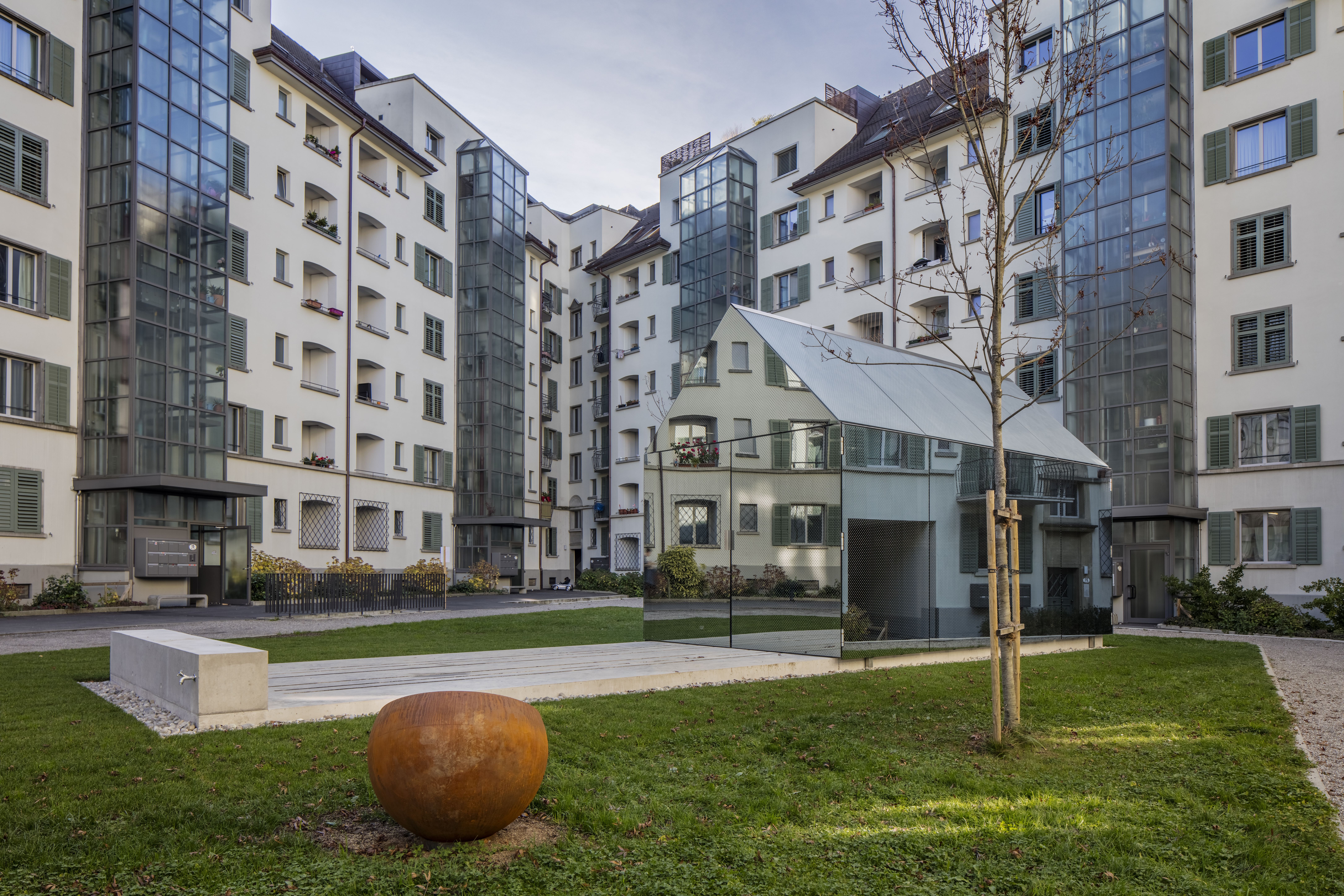
„Reich an Himmel“-Haus im Innenhof der Siedlung „Himmelrich 1“

Wandbild von Hans Erni auf der Jubiläumsfestschrift von 1949

Am Eingang der Siedlung „Weinbergli“ befindet sich ein 1936 von dem Luzerner Künstler Hans Erni geschaffenes Wandgemälde, das die Idee des genossenschaftlichen und sozialen Wohnungsbaus und die Gründung der ABL thematisiert. Es zeigt unter anderem den ersten Präsidenten der ABL, Hans Stingelin, in Eisenbahneruniform, sowie Otto Schärli, den Architekten mehrerer ABL-Bauprojekte. Das Wandbild wurde 1980 restauriert.
Bei jedem der neueren Bauprojekte der ABL steht ein Prozent der Bausumme für Kunst am Bau zur Verfügung. Damit werden Kunstwerke, aber auch transiente Projekte im Rahmen der Zwischennutzung finanziert.
In der 2006 eröffneten ABL-Siedlung Tribschenstadt stehen humoristische Tier- und Menschenskulpturen des Bündner Künstlers Peter Leisinger. Die vom Wetter angegriffenen Holzkunstwerke wurden 2016 entfernt und 2019 durch Metallabgüsse der Originale ersetzt.
Am 120 Meter langen Betonsockel der 2012 errichteten Häuserzeile Weinbergli 4 befindet sich seit 2014 das Kunstwerk „10'100 Namen“. Das Projekt wurde anlässlich des 90. Jubiläums der ABL von Studierenden einer Abschlussklasse der Berner Hochschule der Künste konzipiert; es bildet auf der Fassade die Namen der zum damaligen Zeitpunkt 10'100 Mitglieder der Baugenossenschaft ab.
Anlässlich des Abschlusses der Sanierung der ABL-Siedlung „Himmelrich 1“ wurde im Innenhof der Siedlung ein kleines Giebelhaus mit spiegelnder Glasfassade aufgestellt. Das „Reich an Himmel“-Haus wurde vom Designbüro Steiner Sarnen Schweiz entworfen und erstellt und dient seit Dezember 2015 den Bewohnerinnen und Bewohnern der Siedlung als gemeinschaftlicher Gartenpavillon.

## Bauprojekte der ABL
Aktuell ist die ABL in folgende Bauprojekte involviert:

### Gesamterneuerung Obermaihof
Die Siedlung Obermaihof wurde 1947 bis 1948 vom Architekten Werner Dolder erbaut. Seit 2018 wird die Siedlung am Stadtrand Luzern saniert und teilweise neu gebaut. So entstehen 227 Wohnungen. Die Gesamterneuerung soll 2024 abgeschlossen sein.

### Neubauten obere Bernstrasse
Seit 2018 baut die ABL gemeinsam mit der Baugenossenschaft Matt an der Bernstrasse in Luzern. Auf einer Fläche von 10'700 Quadratmetern entstehen 142 Wohnungen, 80 davon vermietet die ABL. Jene Neubauwohnungen erweitern die Siedlung "Untergrund". Die Fertigstellung des Areals ist auf Mitte 2024 terminiert.

### Kooperation Industriestrasse
Zusammen mit vier weiteren Genossenschaften ist die ABL Mitglied des 2016 gegründeten Zusammenschlusses „Kooperation Industriestrasse Luzern (KIL)“. Die Kooperation verfolgt die Errichtung einer nachhaltigen Wohn- und Arbeitssiedlung auf einem 8'700 Quadratmeter grossen Areal am Standort Industriestrasse. Das Areal wurde seit den 1970er-Jahren durch Kleingewerbe, Kulturschaffende sowie als Wohnraum zwischengenutzt. Die ABL realisiert bis 2027 vier Gebäude mit 51 Wohnungen sowie Gewerbe- und Dienstleistungsfläche.

### ewl-Areal
Ebenfalls an der Industriestrasse, am südlichen Ende des Bahnhof Luzern, befindet sich auf 20'000 Quadratmeter das ewl-Areal. Die Stadt Luzern, Energie Wasser Luzern (EWL) und die ABL realisieren als ewl Areal AG ein neues Sicherheits- und Dienstleistungszentrum sowie Wohnungen. Im Zuge der Überbauung erhalten bleibt das Rote Haus, welches 1929 auf dem damaligen Gaswerkareal erbaut wurde. Die Volksabstimmung zum zweiten Finanzierungsschritt ist auf Juni 2023 geplant.

## Belege
1. ↑  SP-Kantonsrat Marcel Budmiger ist neuer Präsident der ABL. Luzerner Zeitung, 23. Juni 2023, abgerufen am 8. November 2023.
2. 1 2 3 4  Geschäftsbericht 2022. (PDF) ABL, abgerufen am 29. November 2023.
3. 1 2 3 4 5 6 7 8  Die Allgemeine Baugenossenschaft Luzern ABL – Die bedeutendste Wohnbaugenossenschaft der Innerschweiz. In: Wohnen. 54. Jahrgang, Nr. 6, 1979, S. 148 (e-periodica.ch).
4. ↑  Anton Muheim: Die Himmelrichmatte und der genossenschaftliche Wohnungsbau. In: Wohnen. 24. Jahrgang, Nr. 9, 1949, S. 245 (e-periodica.ch).
5. 1 2 3  Dagmar Anderes: Weitsichtige Jubilarin. In: Wohnen. 74. Jahrgang, Nr. 9, 1999, S. 60 (e-periodica.ch).
6. 1 2  Otto Schärli: Die ABL baut weiter. In: Wohnen. 24. Jahrgang, Nr. 9, 1949, S. 146 (e-periodica.ch).
7. ↑  W.Dolder: Bauten auf der Himmelrichmatte. In: Wohnen. 24. Jahrgang, Nr. 9, 1949, S. 248 (e-periodica.ch).
8. 1 2  Marlise Egger Andermatt: Neue Wohnqualität in altem Charme: ABL nimmt umfassende Erneuerung der Siedlung Himmelrich 2 vor. In: Wohnen. 82. Jahrgang, Nr. 7-8, 2007, S. 14 (e-periodica.ch).
9. 1 2  Die Erneuerung der Wohnsiedlung Himmelrich 2 in Luzern. Energie Apéro Luzern, ehemals im Original (nicht mehr online verfügbar); abgerufen am 11. Januar 2020. (Seite nicht mehr abrufbar. Suche in Webarchiven)
10. 1 2  Sanierung Wohnüberbauung Himmelrich. (PDF) gzp Architekten Luzern, abgerufen am 11. Januar 2020.
11. ↑  Susanne Balli: „Himmelrich 3“: Häuser müssen wohl abgerissen werden. Luzerner Zeitung, 23. Oktober 2009, abgerufen am 11. Januar 2020.
12. ↑  Bruno Koch: Himmelrich 3 – Neubau statt Erneuerung. In: ABL-Magazin. 82. Jahrgang, Nr. 11, 2009, S. 3 (abl.ch [PDF]).
13. 1 2  Aleksandra Mladenovic: Grünes Licht für 150-Millionen-Bauprojekt. Luzerner Zeitung, 10. Januar 2012, abgerufen am 11. Januar 2020.
14. 1 2   Himmelrich-Überbauung wird dreieckig (PDF) In: Neue Luzerner Zeitung, 29. Oktober 2012
15. ↑  Urabstimmung zum Rahmenkredit Neubau Himmelrich 3. In: ABL-Magazin. 87. Jahrgang, Nr. 12, 2014, S. 4 (abl.ch [PDF]).
16. 1 2  Andrea Zimmermann: Eine Siedlung wird dem Erdboden gleichgemacht – Abbruch des Luzerner Himmelrichs. Zentralplus, 5. Oktober 2015, abgerufen am 11. Januar 2020.
17. 1 2  Himmelrich: Die Neustadt ist fest in Künstlerhand. Luzerner Zeitung, 3. September 2015, abgerufen am 11. Januar 2020.
18. ↑  Janick Wetterwald: Tschüss, Himmelrich. Luzerner Rundschau, 2. September 2015, abgerufen am 11. Januar 2020.
19. ↑  Sara Hensler: Endspurt beim Himmelrich: Schon bald ziehen erste Mieter ein. Zentralplus, 1. März 2019, abgerufen am 11. Januar 2020.
20. ↑  Stefan Dähler: Ex-Bewohnerin zieht wieder ins Luzerner Himmelrich – und wohnt ganz lauschig. Luzerner Zeitung, 7. September 2019, abgerufen am 11. Januar 2020.
21. ↑  Benno Zgraggen: #Fertig. ABL, 15. Oktober 2023, abgerufen am 29. November 2023.
22. ↑  Jos. Weiss: 25 Jahre Allgemeine Baugenossenschaft Luzern. In: Wohnen. 24. Jahrgang, Nr. 9, 1949, S. 245 (e-periodica.ch).
23. ↑  Jos. Weiss: Das Projekt Spannortstrasse der Allgemeinen Baugenossenschaft Luzern. In: Wohnen. 23. Jahrgang, Nr. 2, 1948, S. 33 (e-periodica.ch).
24. ↑  Jos. Weiss: Die Siedlung Obermaihof der Allg. Baugenossenschaft Luzern. In: Wohnen. 24. Jahrgang, Nr. 9, 1949, S. 250 (e-periodica.ch).
25. 1 2 3 4 5 6  Siedlungen. ABL, abgerufen am 18. Januar 2020.
26. ↑  Dieter Geissbühler: Eine wohltuend unprätentiöse Sanierung. In: ABL-Magazin. 80. Jahrgang, Nr. 11, 2007, S. 5 (abl.ch [PDF]).
27. ↑  Jos. Weiss: Auf den Spuren genossenschaftlichen Wohnungsbaus. In: Wohnen. 36. Jahrgang, Nr. 5, 1961, S. 151 (e-periodica.ch).
28. ↑  Jos. Weiss: Genossenschaftschronik. In: Wohnen. 57. Jahrgang, Nr. 3, 1982, S. 40 (e-periodica.ch).
29. 1 2  Jos. Weiss: Die Allgemeine Baugenossenschaft Luzern – 50 Jahre im Dienst des Wohnungsbaus. In: Wohnen. 49. Jahrgang, Nr. 7-8, 1974, S. 187 (e-periodica.ch).
30. ↑  Rene Regenass: Mehr Raum und mehr Qualität zum Wohnen. In: ABL-Magazin. 80. Jahrgang, Nr. 11, 2007, S. 3 (abl.ch [PDF]).
31. ↑  Bruno Koch: In eigener Sache – Bekenntnis zur Genossenschaft. In: ABL-Magazin. 80. Jahrgang, Nr. 11, 2007, S. 2 (abl.ch [PDF]).
32. 1 2  Jonas Wydler: Wenn man mit der Stadt zu tun hat, geht es elend lang. Jonas Wydler. Interview mit Bruno Koch (ABL-Geschäftsleiter bis 2017) und Martin Buob (aktueller Geschäftsleiter). Zentralplus, 14. Mai 2017, abgerufen am 18. Januar 2020.
33. ↑  Tag der offenen Tür beim Werkhof Ibach – Die Geschichte des Werkhofs. Stadt Luzern, 28. Mai 2010, ehemals im Original (nicht mehr online verfügbar); abgerufen am 18. Januar 2020. (Seite nicht mehr abrufbar. Suche in Webarchiven)
34. ↑  Projekte auf öffentlichem Grund partnerschaftlich entwickeln: Das Quartier Tribschen Luzern. (PDF) Handout bei den Grenchner Wohntagen 2006. Bundesamt für Wohnungswesen BWO, 9. November 2006, abgerufen am 18. Januar 2020.
35. 1 2 3  Jörg Zulliger: Urbanes Wohnen für Genossenschafter. In: Wohnen. 82. Jahrgang, Nr. 1-2, 2007, S. 38 (e-periodica.ch).
36. ↑  Stadt: 135 Wohnungen an der Bernstrasse in Luzern. Luzerner Zeitung, 23. März 2015, abgerufen am 18. Januar 2020.
37. ↑  Sandro Portmann: Stadt plant Grossprojekt mit 135 neuen Wohnungen. Zentralplus, 23. März 2015, abgerufen am 18. Januar 2020.
38. ↑  Neubau Wohnungsüberbauung Obere Bernstrasse, Luzern. Luca Selva Architekten, ehemals im Original (nicht mehr online verfügbar); abgerufen am 18. Januar 2020. (Seite nicht mehr abrufbar. Suche in Webarchiven)
39. ↑  Projekt Bernstrasse. ABL, abgerufen am 18. Januar 2020.
40. ↑  Am Mühlibach Hergiswil. Lütolf und Scheuner Architketen, abgerufen am 11. Januar 2020.
41. ↑  ABL kauft weitere Liegenschaften in Hergiswil. Luzerner Zeitung, 29. Juli 2018, abgerufen am 24. Januar 2020.
42. ↑  Stefan Dähler: Luzern: Urteil blockiert Genossenschaft. Luzerner Zeitung, 24. Februar 2016, abgerufen am 24. Januar 2020.
43. ↑  Himmelrich 3. ABL, abgerufen am 24. Januar 2020.
44. ↑  Geschäftsbericht 2018. ABL, abgerufen am 29. November 2023.
45. ↑  Marlise Egger Andermatt: Adlerhorst mit Seeblick. In: Wohnen. 87. Jahrgang, Nr. 4, 2012, S. 21 (e-periodica.ch).
46. ↑  Richard Liechti: Neues Wohngefühl in alter Bausubstanz. Wohnen 04/2018, abgerufen am 24. Januar 2020.
47. ↑  Geschäftsbericht 2018. ABL, abgerufen am 29. November 2023.
48. ↑  Stefan Dähler: Stadt Luzern: ABL-Wohnquartier im Luzerner Maihof wandelt sich zur Grossbaustelle. Luzerner Zeitung, 30. März 2018, abgerufen am 24. Januar 2020.
49. ↑  Obermaihof 1. ABL, abgerufen am 24. Januar 2020.
50. ↑  Geschäftsbericht 2018. ABL, abgerufen am 29. November 2023.
51. ↑  Bernstrasse. ABL, abgerufen am 24. Januar 2020.
52. ↑  Jonas Wydler: Die Bernstrasse hat ab sofort eine Zwischennutzung. Zentralplus, 30. Oktober 2017, abgerufen am 11. Januar 2020.
53. 1 2  So sieht der Riesenbär der Bernstrasse aus. Zentralplus, 26. Oktober 2018, abgerufen am 24. Januar 2020.
54. ↑  Kim Schelbert: Ein deutliches Ja zur oberen Bernstrasse. In: ABL-Magazin. 92. Jahrgang, Nr. 1, 2019, S. 3 (abl.ch [PDF]).
55. ↑  abl-Siedlung Spannort, Luzern. GMT Architekten, abgerufen am 24. Januar 2020.
56. ↑  Geschäftsbericht 2018. ABL, abgerufen am 29. November 2023.
57. ↑  Herbert Fischer: Ein massgeschneidertes Quartier. In: Wohnen. 78. Jahrgang, Nr. 6, 2003, S. 12 (e-periodica.ch).
58. ↑  Siedlungen. ABL, abgerufen am 2. Dezember 2023.
59. ↑  Lindenpark. Genossenschaft "Wohnen im Alter in Kriens" GWAK, abgerufen am 2. Dezember 2023.
60. ↑  Siedlungen. ABL, abgerufen am 2. Dezember 2023.
61. ↑  Das Weinbergli-Wandgemälde – Ein Jugendwerk von Hans Erni. In: ABL-Magazin. 82. Jahrgang, Nr. 5, 2009, S. 10 (abl.ch [PDF]).
62. 1 2 3  Kunst und Bau. ABL, abgerufen am 31. Januar 2020.
63. ↑  Jonas Wydler: QueenKong sind zurück im Himmelrich. Zentralplus, 30. November 2016, abgerufen am 31. Januar 2020.
64. ↑  Jonas Wydler: Luzerner Abbruchwohnungen warten auf kreative und schräge Ideen. Zentralplus, 22. Juni 2019, abgerufen am 31. Januar 2020.
65. ↑  Rebecca Omoregie: Kunst vor der Haustüre. In: Wohnen. 87. Jahrgang, Sonderheft Wohnen Extra, 2012, S. 14 (e-periodica.ch).
66. ↑  Elias Wyrsch: Die Skulpturen in der Tribschenstadt sind zurück. Zentralplus, 15. Juli 2019, abgerufen am 31. Januar 2020.
67. ↑  Benno Zgraggen: 10'100 Namen zum Geburtstag. In: ABL-Magazin. 87. Jahrgang, Nr. 12, 2014, S. 10 (abl.ch [PDF]).
68. ↑  Belebung des Innenhofs. Steiner Sarnen Schweiz, archiviert vom Original (nicht mehr online verfügbar) am 31. Januar 2020; abgerufen am 31. Januar 2020.  Info: Der Archivlink wurde automatisch eingesetzt und noch nicht geprüft. Bitte prüfe Original- und Archivlink gemäß Anleitung und entferne dann diesen Hinweis.
69. ↑  Benno Zgraggen: Reich an Himmel. In: ABL-Magazin. 88. Jahrgang, Nr. 6, 2015, S. 3 (abl.ch [PDF]).
70. ↑  Sandra Baumeier: Der blaue Schlüssel öffnet Tür und Tor ins nachbarschaftliche Himmelreich. In: ABL-Magazin. 89. Jahrgang, Nr. 1, 2016, S. 3 (abl.ch [PDF]).
71. ↑  Jenny Keller: Ein Geschenk an die Bewohner. Swiss-Architects, 8. Januar 2016, abgerufen am 31. Januar 2020.
72. ↑  STADT LUZERN: ABL-Wohnquartier im Luzerner Maihof wandelt sich zur Grossbaustelle. Luzerner Zeitung, abgerufen am 2. Dezember 2023.
73. ↑  Siedlung Obermaihof Luzern. phalt Architekten AG, abgerufen am 2. Dezember 2023.
74. ↑  Kim Schelbert und Sandra Baumeler: Achtung, Baustelle! ABL, 15. Juli 2021, abgerufen am 2. Dezember 2023.
75. ↑  Projekt. Einfache Gesellschaft obere Bernstrasse, abgerufen am 2. Dezember 2023.
76. ↑  Chronik. IG Industriestrasse, abgerufen am 14. Februar 2020.
77. ↑  David von Moos: Industriestrasse Luzern: Architekturwettbewerb ausgeschrieben. Tele 1, 3. August 2017, abgerufen am 14. Februar 2020.
78. ↑  Luzerner Industriestrasse: Siegerprojekt heisst „Mon oncle“. Zentralplus, 17. Mai 2018, abgerufen am 14. Februar 2020.
79. ↑  Arealentwicklung. IG Industriestrasse, abgerufen am 2. Dezember 2023.
80. ↑  Kooperation Industriestrasse (KIL). ABL, abgerufen am 2. Dezember 2023.
81. ↑  Projekt. ewl Areal AG, abgerufen am 2. Dezember 2023.
82. ↑  Ein Haus mit Charme. ewl energie wasser luzern, abgerufen am 2. Dezember 2023.
83. ↑  Ewl-Areal: Volksabstimmung zum zweiten Finanzierungsschritt voraussichtlich am 9. Juni 2024. Stadt Luzern, abgerufen am 2. Dezember 2023.